# Hirsutia saundersetalia
Hirsutia saundersetalia is een kreeftachtigensoort uit de familie van de Hirsutiidae. De wetenschappelijke naam van de soort is voor het eerst geldig gepubliceerd in 1988 door Just & Poore.